# Fernando Agulló Vidal
Fernando Agulló y Vidal (Gerona, 1863-Barcelona, 1933) fue un escritor, periodista, publicista y político español.

## Biografía
Nacido en 1863 en Gerona, como poeta obtuvo premios en los certámenes celebrados por la Asociación Literaria de Gerona (1880, 1882, 1883, 1884 y 1887), en el de Figueras (1882), y en los Juegos Florales de Barcelona (1882, 1883 y 1887) por sus poesías ¡Abandonada!, Las halladoras y Lo cant del pi.Publicó un tomo de Poesías, impreso en Tarrasa y que formaba parte de la Biblioteca Catalana de Uset-Juncosa. También fue autor de Espurnes, Poesies rímides, Llibre de versos, De tot temps, Corrandes llevantines, Marines, La farola, El Sometent de Girona y de un Llibre de la cuina catalana.
En su faceta como político fue secretario general de la Lliga Regionalista. Colaboró en La Veu de Catalunya, donde usó el seudónimo «Pol», además de trabajar como redactor para Las Noticias y dirigir El Diario Mercantil.
Agulló, a quien se atribuye acuñar la denominación de «Costa Brava», falleció el 2 de julio de 1933, presuntamente en Barcelona, mientras se desplazaba en coche desde Santa Coloma de Farners hasta la ciudad condal. Fue sepultado en el cementerio nuevo de Barcelona.